# Nam Ngum

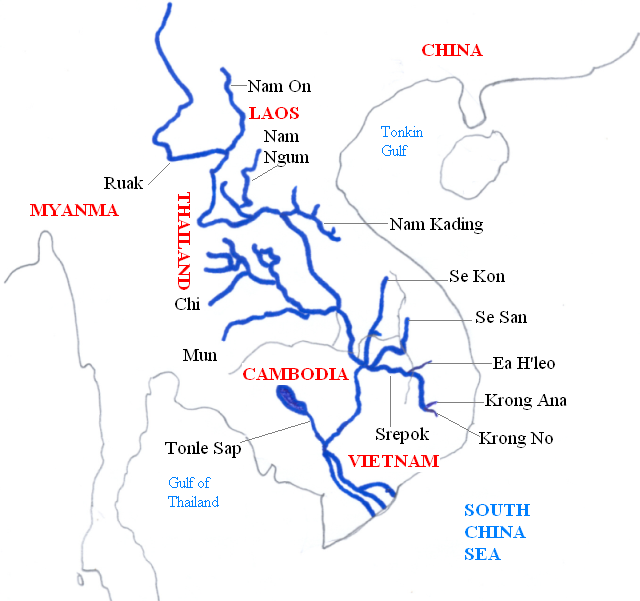
Mekong met locatie zijrivier Nam Ngum

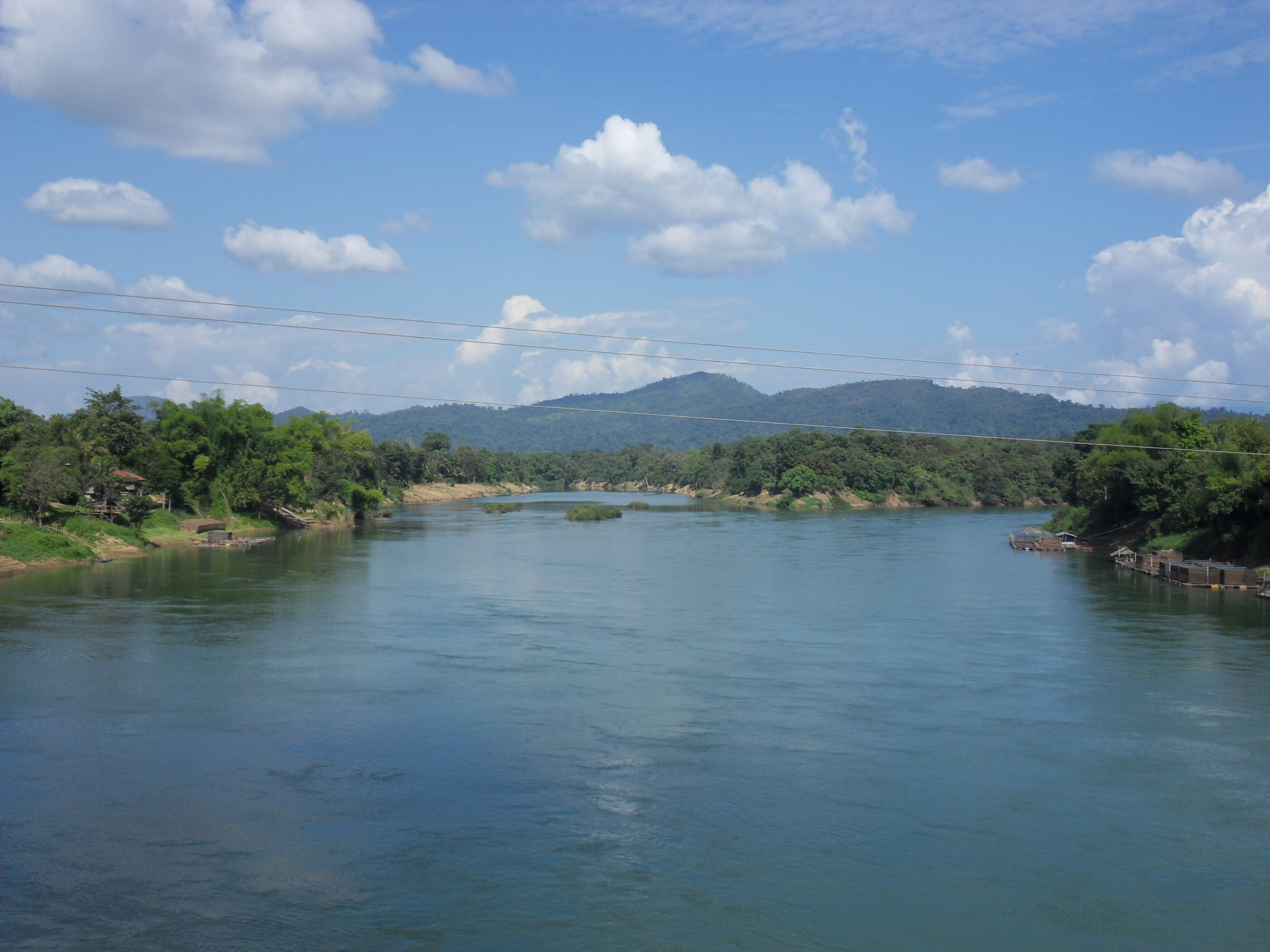
links de Nam Lik en rechts de Nam Ngum

De Nam Ngum is een zijrivier van de Mekong die ontspringt op het plateau van Xhieng Khuang en vervolgens door de provincie Vientiane stroomt waar een stuwdam is gebouwd die het Ang Nam Ngum stuwmeer heeft gevormd. Hierna stroomt de rivier naar de Mekong om daarin uit te monden in de prefectuur Vientiane. Zelf wordt de rivier onder ander gevoed door de rivier de Nam Lik.
In 2003 lagen er plannen op tafel voor de aanleg van een tweede stuwdam, Ang Nam Ngum 2.